# カラゴ
カラゴとは、被差別部落で使われた隠語のこと。「唐語」「唐言」などの字があてられる。部落外の者にわからぬよう、部落民同士で意思の疎通を図るために考案された。地域によってはサンショウともいう。
語源は純然たる日本語ばかりであり、江戸時代後期以降につくられたものと推測されている。差別の原因ともなったため、今日ではカラゴの不使用を申し合わせた部落が多い。
以下、高知県宿毛市の貝礎地区のカラゴを紹介する。「ギンシャリ」「バラス」「ゲソク」のように部落外で使われている語も見られる。（＞以下は語源）
- シデジロー（一人前の男性。社会人。主人）＞仕手、やりて
- ワクツ（一人前の女性。主婦）
- ボブジロー（おばあさん。老女）
- ガリ（男女の子供。幼稚な子供）
- シデガリ（男の子供。保育園児・小中高生）
- ワクツガリ（女の子供）
- カマル（人が現れる。人が来る。人の動き）＞罷る
- アオクナ（しゃべってはいけない。知らせるな）＞（教えや命令などを）仰ぐ
- アオケ（知らせてやれ。伝達してやれ）
- フケル（その場を去る。逃げる。どこかに行くこと）＞花札にふけるの用語あり。山窩の隠語にもフケル（逃走）あり[2]。
- ゴトシ（仕事。作業。労働）＞仕事
- リュウセン（何もしない。さぼる。遊んで仕事をしない）
- ニヤク（金銭）＞荷役？
- ハム（来る。入る。受入する。収入）
- フッタ（死亡。死人。死んだ動物など）＞フルヒト＝死人
- セブッタ（死ぬ。死亡。命がなくなった）
- ケハイイ（恥ずかしい。面倒な。赤面する）＞「化粧い」。化粧して恥ずかしい。
- ビラ（衣類。着物）＞びらびらするもの＝布
- ジャネ（米。食料）＞シャリ＝米粒
- ギンシャリ（白米）＞銀舎利、白米
- ヨミナ（よいところ。よいこと）
- ダカセ（やる。もらう）＞抱かせ
- ボク（木材。薪。薪木）＞材木、立木、樹木
- タゲル（盗む）
- トスク（盗み。泥棒）
- ヤカメル（煮る。焼く）
- ノース（食う。食事）
- テンリョウ（杵でついた餅。ぼた餅）
- ゼンギョウ（犬。野犬）
- バラス（殺す）＞ばらばらにする
- ヅウジ（里芋。甘藷。ジャガイモ）
- エンコ（肉。牛馬の肉。死んだ牛馬の肉）＞エンコ（土佐の方言でカッパのこと）
- カッポ（牛馬の肉。肉）＞ガッポウ（岐阜の方言で牛のこと）、カッパ（愛媛の方言で老牛のこと）
- キザエモン（肉）
- ヘロ（牛馬や豚の内臓）
- ネス（部落外のもの）
- テコ（部落の人々）
- スネグロ（部落外のもの）＞スネはネスの倒語。クロは黒で、白の対義語。ジローの対義語がグロ。
- ヤロク（泥棒。ならず者）
- キス（酒。焼酎。ウィスキー）＞好きの倒語。芸人やテキヤの隠語。
- キスグレ（酒癖が悪い）
- ゲソク（草履。履物。藁や竹の皮で編んだもの）＞下足
- グラ（目。体の一部。額の部分）
- ツナゲン（目が見えない）
- ゲソ（肺病。伝染病）
- ツベ（腰。尻）＞土佐全般の方言。
- イッサンマイ（牛馬の内臓、腸）
- ワヤナ。ブウイ（悪い人）

愛媛県新居郡泉川村（現・新居浜市）の部落では下記の言葉が使われていた。
- つぐり、どうり（草履）
- どうきん（雑巾）
- だんぷ（ランプ）
- でに（銭）
- ゆす（椅子）
- がらんす（ガラス）
- だんきょう（らっきょ）
- だくだい（落第）
- だいさん（財産）
- のし（おぬし）
- おかぼいる、なく事（暴れる）
- れんき（電気）
- りてんしゃ（自転車）
- しんずる（死ぬ）
- へこ（癩病）
- いんずる（帰る）
- ばっ（嗚呼）
- おらんく（わたくしところ＝私処）

山口県光市の浅江高州地区では以下のような言葉が使われていた。
- トウサン（東京）
- ゴットン（汽車）
- ゴウダベエ（田舎者）
- メンキュウ（金）
- チュウマア（宿）
- セミ（店）
- チマ（町）

なお栃木県塩谷郡に定住した箕直しの山窩の夫婦によると（夫は1909年生まれ、妻は1923年生まれ）、山窩の隠語で部外の者をネスと呼んでいたという。また1915年生まれの埼玉県の山窩女性によると、山窩の隠語で足袋をゲソと呼んでいたという。これは上記の高知県宿毛市のカラゴにおける「ネス（部落外のもの）」「ゲソク（草履。履物。藁や竹の皮で編んだもの）」と一致または類似している。
ネスという隠語はネスゴロウの略であり、部落外の一般民に対する敵意が含まれており、山口県萩市の部落でも使われていた。ただしネスという隠語はテキヤの世界でも「素人」の意味で使われている。

## カラゴの使用例
- ボク、タゲニ、カマル（薪木をとりにゆく）
- シデン。カマツタケン。アオクナ。（男の人が来たのでなにも言うな）
- ヅウジ。ヤカメテ。ノース。（芋を煮て、あるいは焼いて食う）
- グラン。ツナゲン。（目が見えない）
- ゲソク。バラシテ。ノース。（草履をつくって飯を食う）
- ワクツガ。カマツタケン。ケハイイコト。アオクナ。（女の人が来ているので恥ずかしいことを言うな）
- ワクツガ。フケテカラ。アオケ。（女の人が帰ってから話せ）